# Ursula Happe
Ursula Happe (n. 20 octombrie 1926, Danzig, Orașul Liber Danzig – d. 26 martie 2021, Dortmund, Germania) a fost o înotătoare ce a reprezentat Germania, medaliată olimpică. A participat la o ediție a Jocurilor Olimpice (1956) în care a câștigat o medalie de aur.

## Participări
Lista de mai jos prezintă principalele competiții la care a participat Ursula Happe de-a lungul carierei.
- swimming at the 1956 Summer Olympics – women's 200 metre breaststroke[*]